# Cahiers d'histoire. Revue d'histoire critique
Ne pas confondre avec Cahiers d'histoire, la revue des universités de Lyon, Grenoble, Chambéry, Avignon et Saint-Étienne
Les Cahiers d'histoire. Revue d’histoire critique sont une revue d'histoire française trimestrielle, d'inspiration marxiste, fondée en 1966 et se donnant pour objectif de développer une histoire polarisée autour du fonctionnement des dominations sociales dans toutes leurs dimensions politiques, économiques et culturelles.

## Histoire
Le premier numéro des Cahiers de l'Institut Maurice Thorez parait en avril 1966. Il s'agit alors d'une revue qui se consacre principalement à l'histoire du Parti communiste et du mouvement ouvrier.
Elle fait partie des nombreuses revues contrôlées par les « orthodoxes », c’est-à-dire par les alliés de la fraction du groupe dirigeant temporairement dominante au sein du Parti communiste.
Elle devient en novembre 1972 les Cahiers d'Histoire de l'Institut Maurice Thorez, puis les Cahiers d'Histoire de l'Institut de recherches marxistes au premier trimestre de 1980, nom qu'elle portera jusqu'en 1996 où elle élargit son champ d'investigation, prenant le nom de Cahiers d'histoire. Revue d'histoire critique, qu'elle porte aujourd'hui.
En 2009, une version en ligne est créée, en libre accès sur le portail OpenEdition Journals.

## Ligne éditoriale
La revue se définit comme généraliste, avec pour visée de travailler à la fois sur les formes des rapports de force sociaux, économiques aussi bien que culturels et symboliques dans les sociétés anciennes et sur la façon dont la production intellectuelle de notre temps, singulièrement la production historienne, est elle aussi enjeu de pouvoir à travers ses choix, son écriture, ses formes de diffusion. Ce travail se traduit par des approches diverses, aussi bien dans leurs thématiques que dans leurs découpages temporels ou spatiaux, organisées pour chaque numéro au sein d’un important dossier qui constitue le cœur de la revue.

## Comité de rédaction actuel
- Anne Jollet, rédactrice en chef
- Gwladys Bernard
- Annie Burger-Roussennac
- Pierre Crépel
- Evelyne Daumas-Martin, secrétaire de rédaction
- Pascal Guillot
- David Hamelin
- Sébastien Jahan
- Olivier Mahéo
- Chloé Maurel
- Didier Monciaud
- Laurence Montel
- Frank Noulin
- Thierry Pastorello
- Guillaume Roubaud-Quashie
- Stéphane Sirot
- Nicolas Tardits
- Adrian Thomas
- Georges Vayrou
- Jean-François Wagniart

## Anciens collaborateurs
- Seppo Hentilä (fi)
- Alexandre Adler
- Gilbert Badia
- Roger Bourderon
- Jean Bruhat
- Jean Burles
- Bernard Chambaz
- Sylvie Chaperon
- Jean Charles
- Georges Cogniot
- Michel Cordillot
- Jean-Paul Depretto
- Jean-Numa Ducange
- Jean Gacon
- Jocelyne George
- Claude Gindin
- Jacques Girault
- Sylvain Gouguenheim
- François Hincker
- Raymond Huard
- Annie Lacroix-Riz
- Guy Lemarchand
- Jean Maitron
- Michel Margairaz
- Roger Martelli
- Claude Mazauric
- Claude Mesliand
- Victor Michaut
- André Moine
- Maurice Moissonnier
- Jean-Louis Robert
- Alain Ruscio
- Jean-Paul Scot
- Jean Suret-Canale
- Florence Tamagne
- Danielle Tartakowsky
- Jacques Varin
- Germaine Willard
- Claude Willard
- Serge Wolikow